# Émile Gebhart
Émile Gebhart, född 19 juli 1839, död 22 april 1908, var en fransk kulturhistoriker.
Gebhart var som ung verksam i Nancy, först som gymnasielärare och därefter vid universitetet i samma stad. Åren 1880-1904 var han professor i ämnet sydeuropeisk litteratur vid Sorbonne. År 1895 invaldes han i Académie des sciences morales et politiques och 1904 i Académie française.
Gebhart har främst betydelse för sina uppslagsrika och i förnäm form framställda forskningar i antik kultur, speciellt dess konstnärliga sida, i verk som: Histoire du sentiment poétique de la nature dans l'antiquité grecque et romaine (1860), Praxitèle (1864), Essai sur la peinture de genre dans l'antiquité (1868). 
Gebhart skrev även om den italienska renässansens ursprung och François Rabelais, la renaissance et la réforme (1877), Les origines de la renaissance en Italie (1879), L'Italie mystique (1890), D'Ulysse à Panurge (1902). Gebhart utgav även en roman, Autour d'une tiare (1893, svensk översättning "På Petri stol" 1894).